# William Blair Bruce

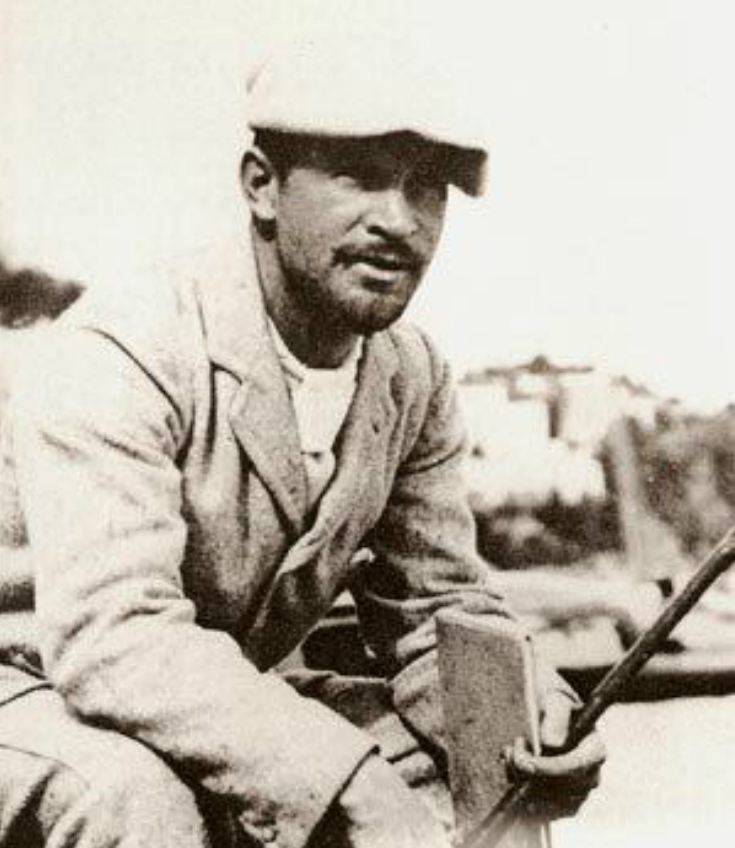
William Blair Bruce

William Blair Bruce (Hamilton, 8 oktober 1859 - Stockholm, 17 november 1906) was een Canadees impressionistisch schilder. 

## Biografie
William Blair Bruce werd in 1859 geboren in Hamilton in de provincie Ontario in Canada als zoon van William Bruce en Janet Blair. Hij studeerde rechten aan het Hamilton Collegiate Institute waarna hij drie jaar werkte in de kalligrafie school van zijn vader, die een getalenteerde kalligraaf was. Hij werd door zijn ouders aangemoedigd om zijn artistieke talenten te ontwikkelen en kreeg schilderlessen van zijn vader. Hij was ook in de leer bij John Herbert Caddy en Henry Martin en volgde in 1877 een poosje les aan de Hamilton Art School. Nadat hij nog drie jaar gewerkt had bij een architectenbureau, opteerde hij definitief voor een carrière als kunstschilder. In mei 1881 werden drie werken van Bruce tentoongesteld door de Ontario Society of Artists.
Zoals veel Canadese kunstenaars trok Bruce in 1881 naar Parijs, vanwaar hij op 10 juli 1881 een eerste brief naar zijn familie schrijft. Vanaf oktober volgde hij de opleiding aan de Académie Julian bij William-Adolphe Bouguereau en Tony Robert-Fleury, beiden belangrijke vertegenwoordigers van de academische kunst. Hun opleiding was erop gericht om de leerlingen klaar te stomen voor het academische werk dat op het Parijse Salon aanvaard werd. Maar William schilderde daarnaast, in plein-air, landschappen die volgens hem eerder het spirituele dan het materiële voorstelden. Zijn werk Une lisière de la forêt – matin werd aanvaard op het Salon van 1882.

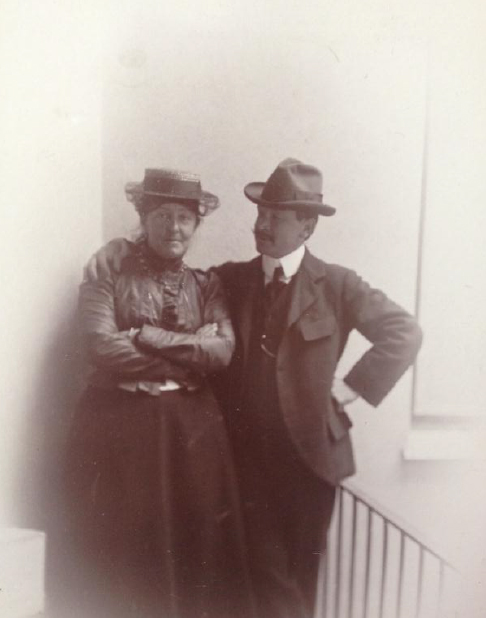
Carolina Benedicks en William Blair Bruce

In de twee daaropvolgende jaren verbleef hij voornamelijk in Barbizon waar hij als een bezetene werkte om een doek te schilderen dat zijn gevoelens zou uitdrukken en waarmee hij op het Salon in de prijzen wilde vallen. Het resultaat was het werk Temps passé dat op het salon van 1884 weliswaar goed werd ontvangen, maar geen prijzen behaalde. Uitgeput en financieel aan de grond, reisde hij in 1885 voor een vakantie naar Canada, waar hij het bericht kreeg dat het schip met 200 van zijn doeken aan boord die hij zou exposeren in Toronto, Hamilton en Londen, vergaan was voor Anticosti. Tijdens zijn verblijf in Canada kreeg hij een verrassingsbezoek van de beeldhouwster Carolina Benedicks, telg uit een schatrijke Zweedse familie van industriëlen, die hij in de kunstenaarskolonie van Grez-sur-Loing had leren kennen. Ze wilde hem overhalen om terug naar Parijs te komen. Het paar verloofde zich in de herfst van 1886 en ze keerden eind 1886 terug naar Europa. Ze zouden trouwen op 4 december 1888 in Stockholm.
Na zijn terugkeer eind 1886, vestigde Bruce zich in Giverny dicht bij een aantal Amerikaanse vrienden-schilders. Hij leerde er onder meer Theodore Robinson kennen, een goede vriend van Claude Monet, die een grote invloed op zijn verdere ontwikkeling zou hebben. Bruce zette de academische stijl aan de kant en ging over op de impressionistische stijl. Hij schiep kleine landschappen met levendige kleuren zoals zijn Landscape with poppies, beschouwd als een meesterwerk van het Canadese impressionisme. In de jaren 1890 zou Bruce terug het academisme gebruiken in zijn werken. Niettemin was Bruce in zijn tijd redelijk bekend en nam hij regelmatig deel aan tentoonstellingen. Tussen 1882 en 1906 nam hij vijftien keer deel aan het Parijse Salon. In 1900 werd werk van hem tentoongesteld op de Exposition Universelle in Parijs en in 1897 werden meer dan 130 van zijn werken geëxposeerd in Stockholm.

Open-air atelier, Grez-sur-Loing, ca. 1885, Nationalmuseum, Stockholm

Na het huwelijk trok het paar terug naar Parijs waar ze nog een paar jaar doorbrachten in de voor kunstenaars typische bohemien stijl. Nadien gingen ze veel reizen, ze bezochten onder meer Capri en Venetië in Italië. In 1895 keerden ze nog terug naar Hamilton, maar in de twintig jaar volgend op hun huwelijk verbleven ze meer en meer in Zweden. De zomers brachten ze veelal door in Gotland waar ze blijkbaar verliefd op waren. Het open landschap met historische sites doorspekt en de kustlandschappen onder het Gotland licht waren boeiende inspiratiebronnen voor William. In 1899 vestigden ze zich aan de kust in Skälsö, niet ver van Visby, op een domein dat ze Brucebo genoemd hadden. Ze woonden er nog zeven jaar tot het overlijden van Bruce op 17 november 1906. Bruce schilderde in die laatste periode vooral portretten van zijn vrouw, zichten op Stockholm en landschappen en zeezichten van Gotland.

## Betekenis
Het grote potentieel dat men kan herkennen in de werken uit Giverny, werd nooit ten volle gerealiseerd omdat Bruce zijn aandacht verdeelde over te veel richtingen: Bruce had de grootste Canadese impressionist kunnen worden. Zijn zeer diverse onderwerpen zoals portretten, landschappen, genretaferelen, mythologische scènes en naakten hebben belet dat hij zich in een bepaald genre specialiseerde. Bovendien maakte hij nooit een definitieve keuze tussen impressionisme en academisme en schakelde hij in zijn laatste jaren over op het Scandinavische romantisme.
Niettemin was Bruce bekend in het Europa van zijn tijd. In de Parijse Salons werden tussen 1882 en 1906 vijftien maal werken van hem geëxposeerd en hij was te zien op de Exposition Universelle van 1900 in Parijs. Hij stelde tentoon in de Royal Academy of Arts in Londen en in de Royal Canadian Academy of Arts inToronto. In 1897 waren meer dan 130 van zijn werken te zien op een tentoonstelling in Stockholm.

## Blair Bruce Collection
Na de dood van William schonken zijn vader in Hamilton en zijn weduwe in Gotland negenentwintig werken van Bruce aan de stad Hamilton met de bedoeling ze daar onder te brengen als een permanente verzameling in een kunstgalerij. De stad was geen kunstgalerij rijk en het duurde nog zes jaar voor een pand kon worden verworven waarin de collectie ondergebracht kon worden. In 1913 werd de Hamilton Municipal Gallery ondergebracht in de oude openbare bibliotheek, vandaag bekend als de Art Gallery of Hamilton. Afgezien van de werken die bewaard zijn gebleven in Brucebo, is dit de grootste verzameling van het werk van Bruce.

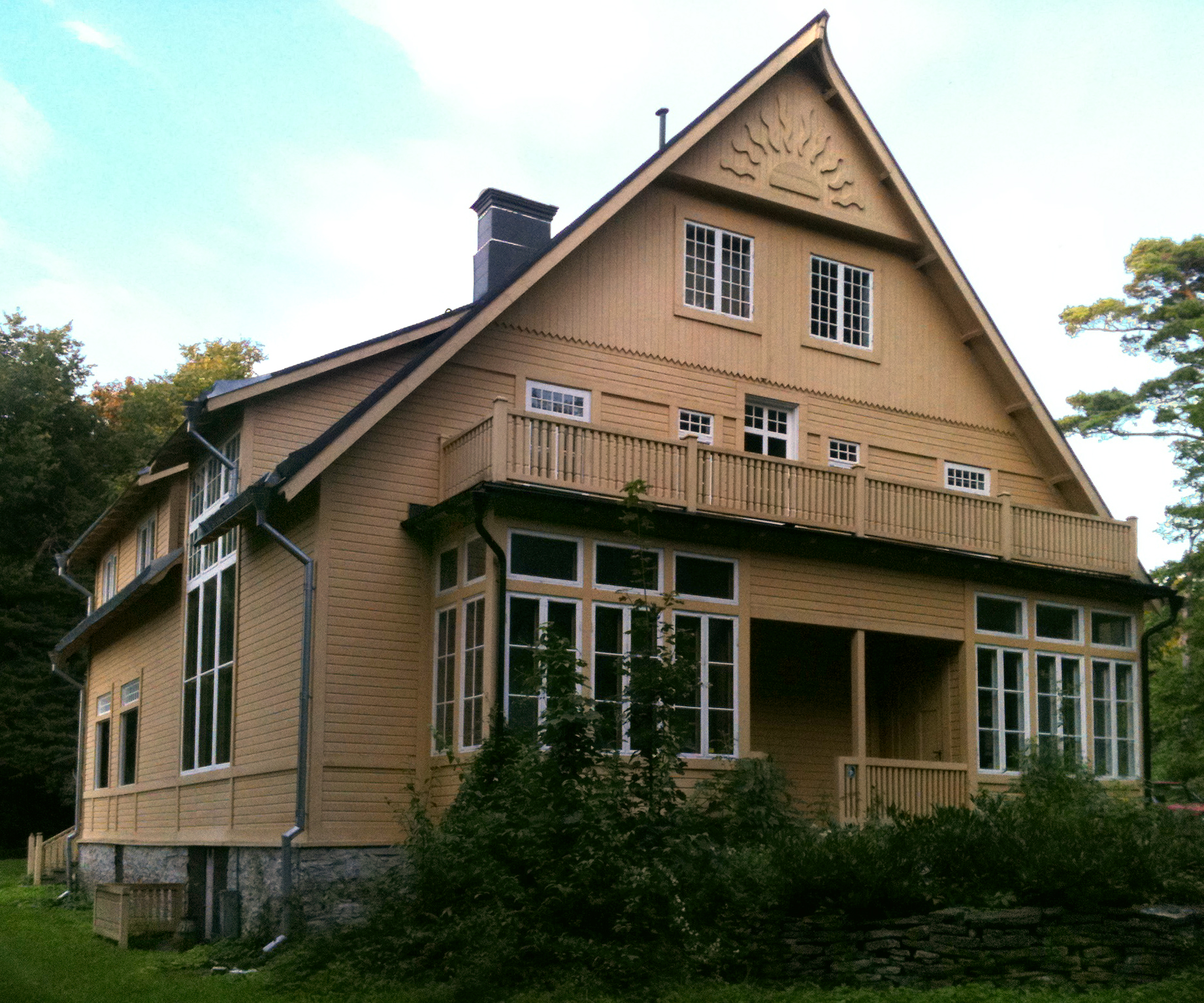
Brucebo

## Brucebo Fine Art Scholarship Foundation
Na de dood van Carolina, die haar man bijna dertig jaar overleefde, werd uit haar nalatenschap een stichting opgezet, de Brucebo Fine Art Scholarship Foundation, om jaarlijks een beloftevolle Canadese kunstenaar gedurende de zomer een verblijf op Brucebo aan te bieden. Dit initiatief ter herdenking van het Zweeds-Canadese kunstenaarsechtpaar biedt vanaf 1972 via The Brucebo Fine Art Summer Residency Scholarship tweejaarlijks een werkstage van drie maand aan op Brucebo. Via de William Blair Bruce Travel Scholarship, kunnen de jonge Canadese studenten zich eveneens tweejaarlijks kandidaat stellen voor een studiereis door Europa.

## Galerij

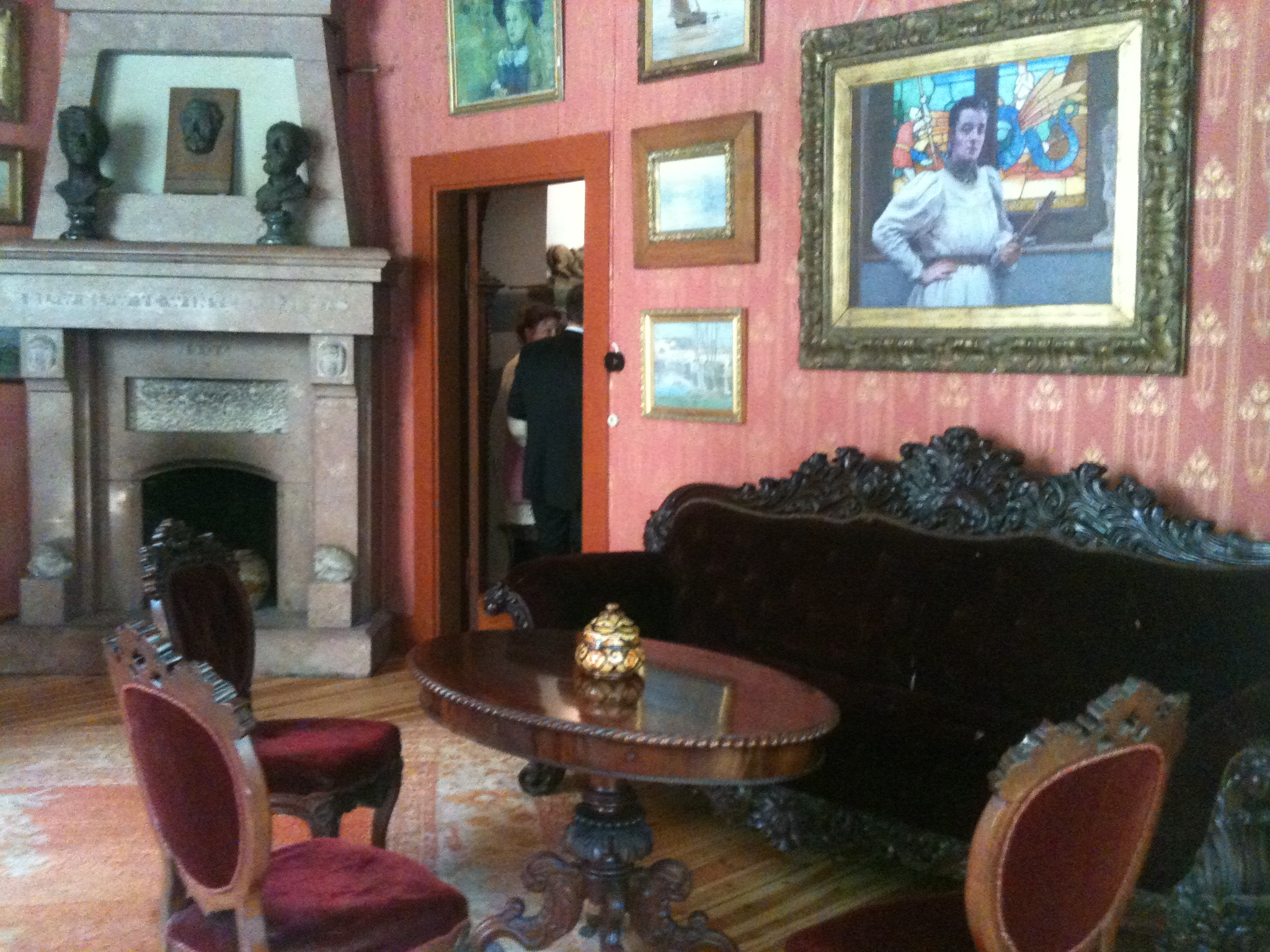
Brucebo, kamer met een portret van Carolina Benedicks
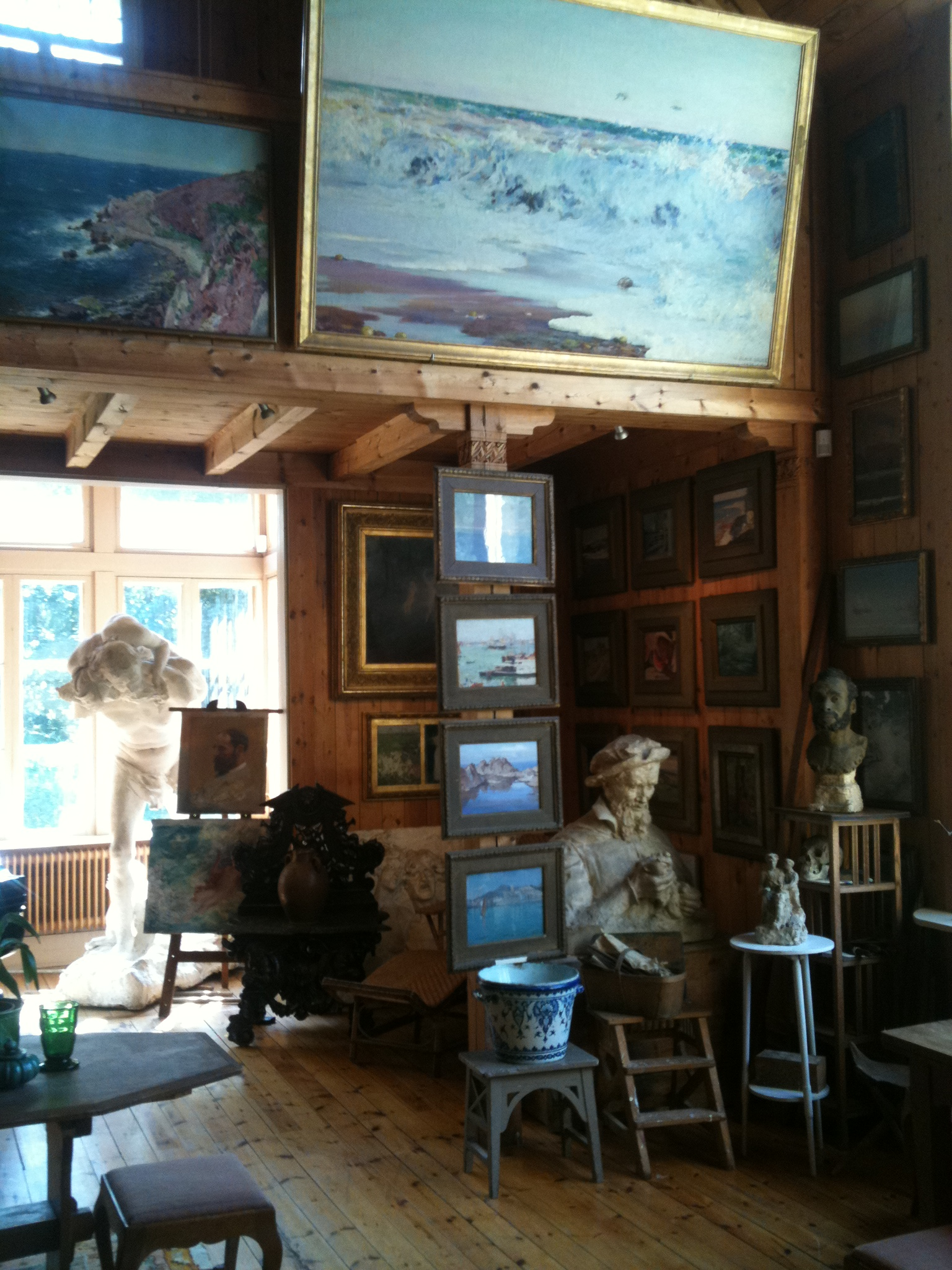
Het zuidelijk gedeelte van het atelier in Brucebo met linksachter Benedicks-Bruce's L'obsède en rechtsvoor Michel Angelo en een buste van Bruce
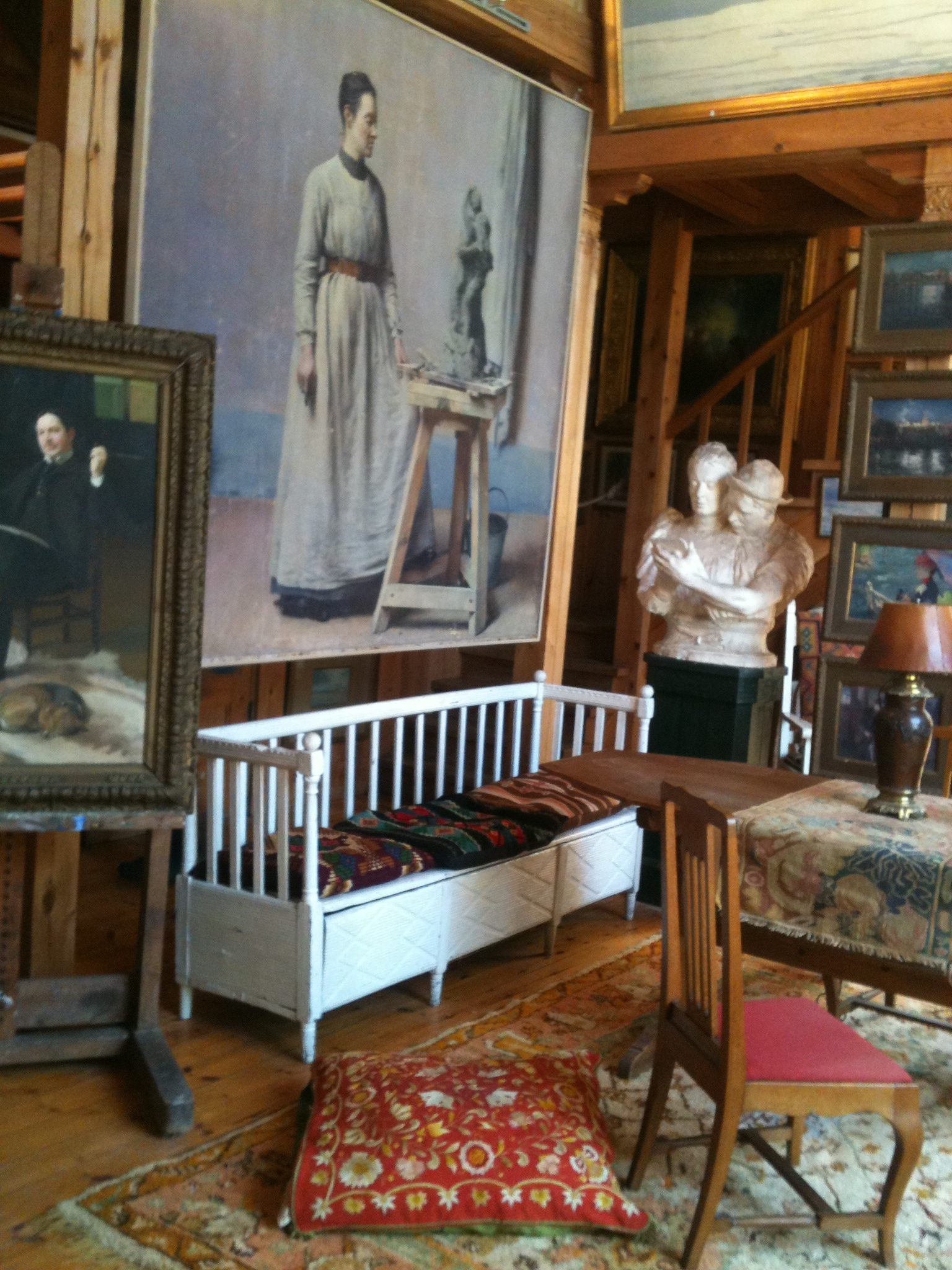
Het atelier in Brucebo, links een zelfportret van Bruce en rechts een portret van zijn vrouw Carolina Benedicks
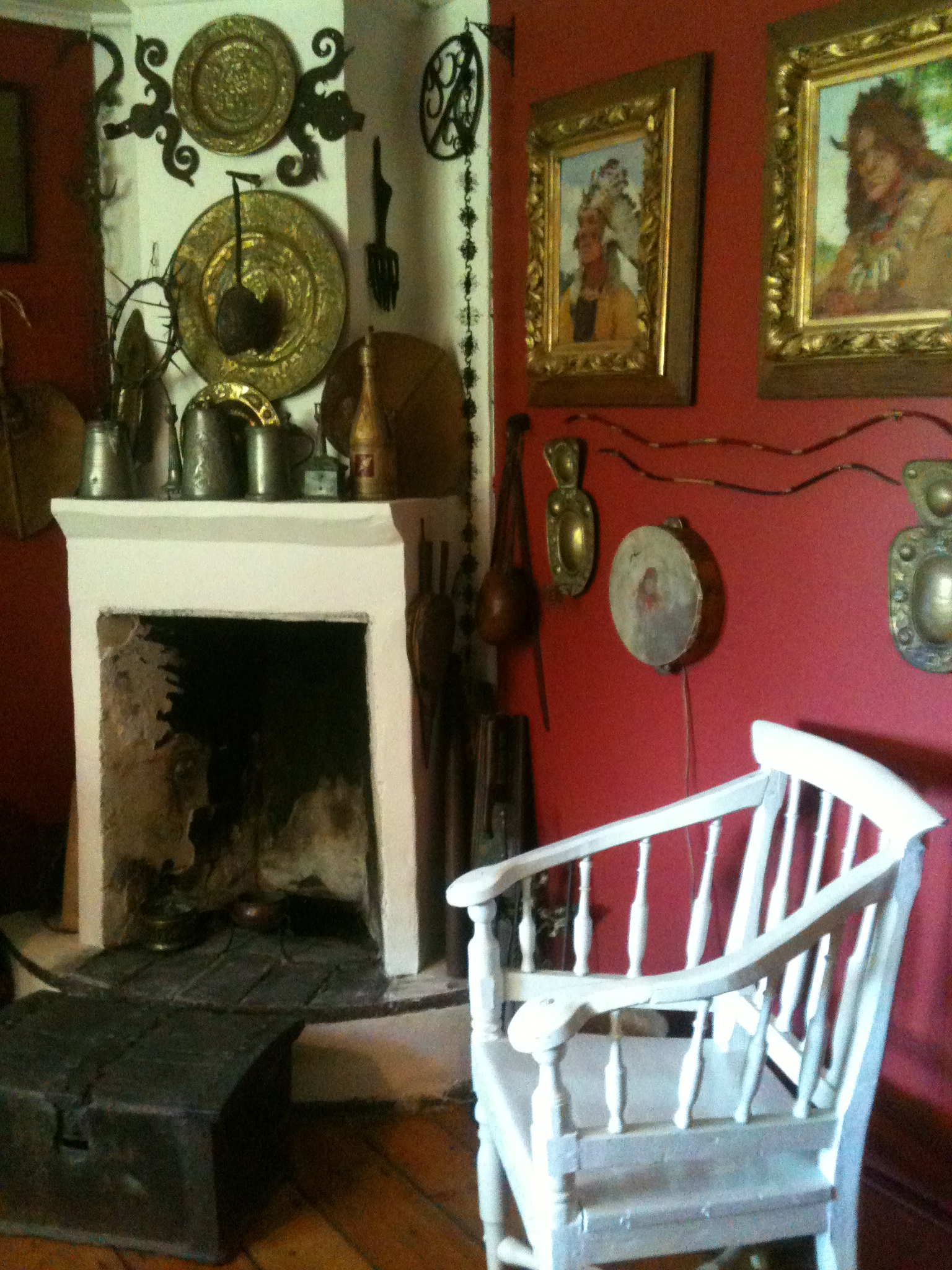
Indiaanse kamer in Brucebo, een herinnering aan Canada

## Weblinks
- Werken van William Blair Bruce op de website The Athenaeum
- Werken van William Blair Bruce op de website van Artnet
- William Blair Bruce Compiled by Diane Wolford Sheppard.

- Gemeinsame Normdatei: 106650573X
- International Standard Name Identifier: 0000 0000 7379 3663
- KulturNav: aa1a3756-e247-422b-8d01-52d9513880b6
- Library of Congress Control Number: n83149647
- Nationale bibliotheek van Australië: 35761360
- RKD-Nederlands Instituut voor Kunstgeschiedenis: 13265
- Système universitaire de documentation: 180120182
- Trove: 1075479
- Union List of Artist Names: 500030652
- Virtual International Authority File: 43216405
- WorldCat: E39PBJbWthRB7WCpmcFGwHYVmd